# Vermilion Airport
Vermilion Airport är en flygplats i Kanada.   Den ligger i provinsen Alberta, i den centrala delen av landet, 2 700 km väster om huvudstaden Ottawa. Vermilion Airport ligger 614 meter över havet.
Terrängen runt Vermilion Airport är platt. Trakten runt Vermilion Airport är nära nog obefolkad, med mindre än två invånare per kvadratkilometer.. Närmaste större samhälle är Vermilion, 2,2 km väster om Vermilion Airport. 
Trakten runt Vermilion Airport består till största delen av jordbruksmark.